# Oderzo
Oderzo ist eine italienische Stadt in der Region Venetien, Provinz Treviso, mit 20.160 Einwohnern (Stand 31. Dezember 2023).

## Lage und Wirtschaft
Die Stadt liegt etwa 28 km nordöstlich von Treviso.
Sie liegt in der Nähe verschiedener Autobahnen (autostrade) und hat auch einen kleinen Bahnhof.
Für die Wirtschaft sind Landwirtschaft, Handel und Kleingewerbe und Tourismus von Bedeutung.

## Geschichte

### Eisenzeit: Veneter
Oderzo ist das antike Opitergium, das schon in der frühen Eisenzeit im 9. Jahrhundert v. Chr. besiedelt war. Der Ort gehörte zum Gebiet der Veneter (Ptol. 3,1,30). Er befand sich in der Schwemmlandebene am Flüsschen Monticano, zwischen den Flüssen Plavis (heute Piave) und Liquentia (heute Livenza).
Mehrere antike Geographen, Historiker und Itinerarien erwähnen Opitergium. Strabon zählt den Ort zu den kleineren Landstädten Venetiens und erwähnt, dass er über einen Kanal mit der Adria verbunden war.

### Römisches Reich (ab 2. Jahrhundert v. Chr.), Municipium, Markomannen (167)

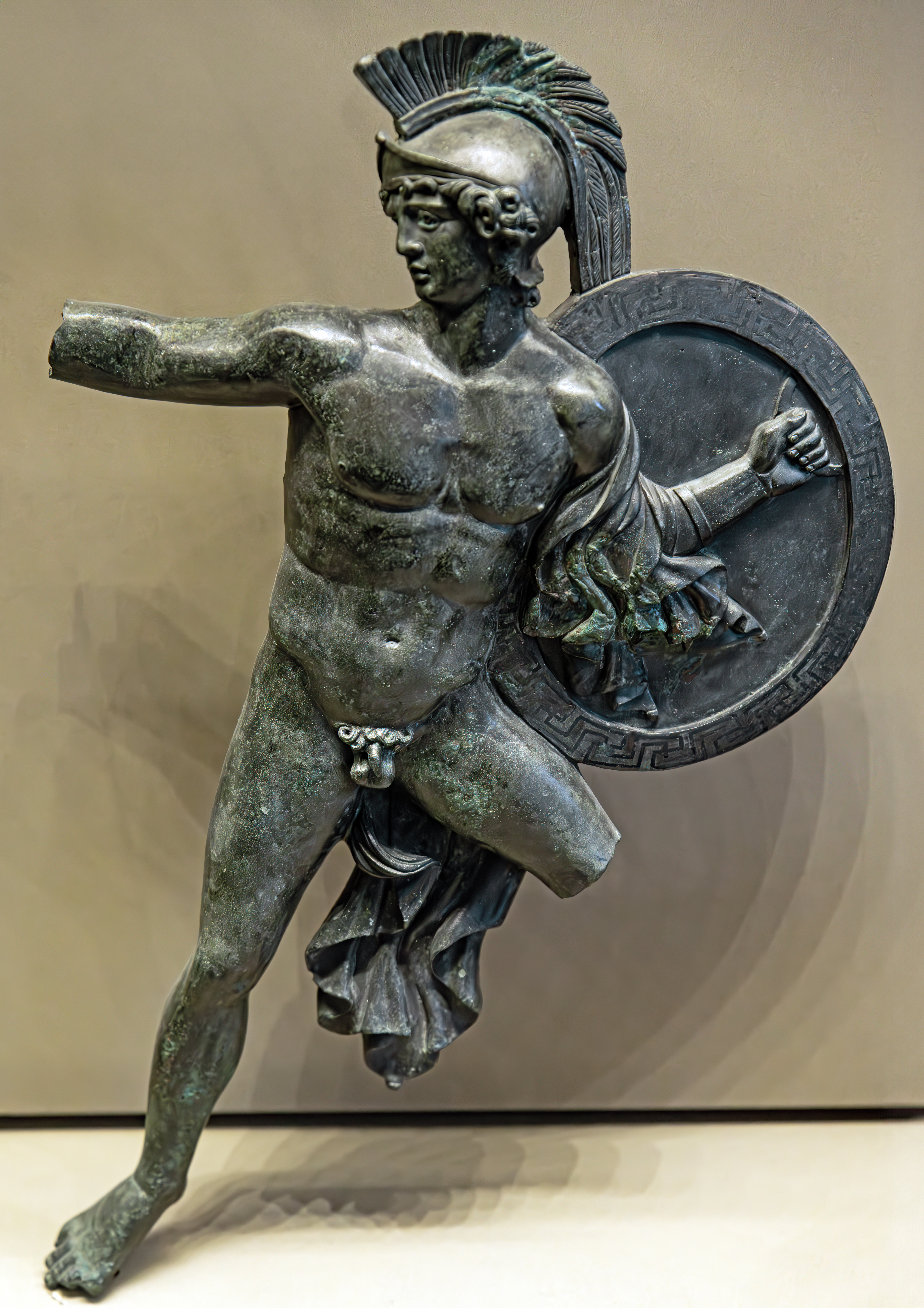
Kriegerstatuette aus Oderzo, 1. Viertel 1. Jahrhundert, Archäologisches Nationalmuseum Venedig

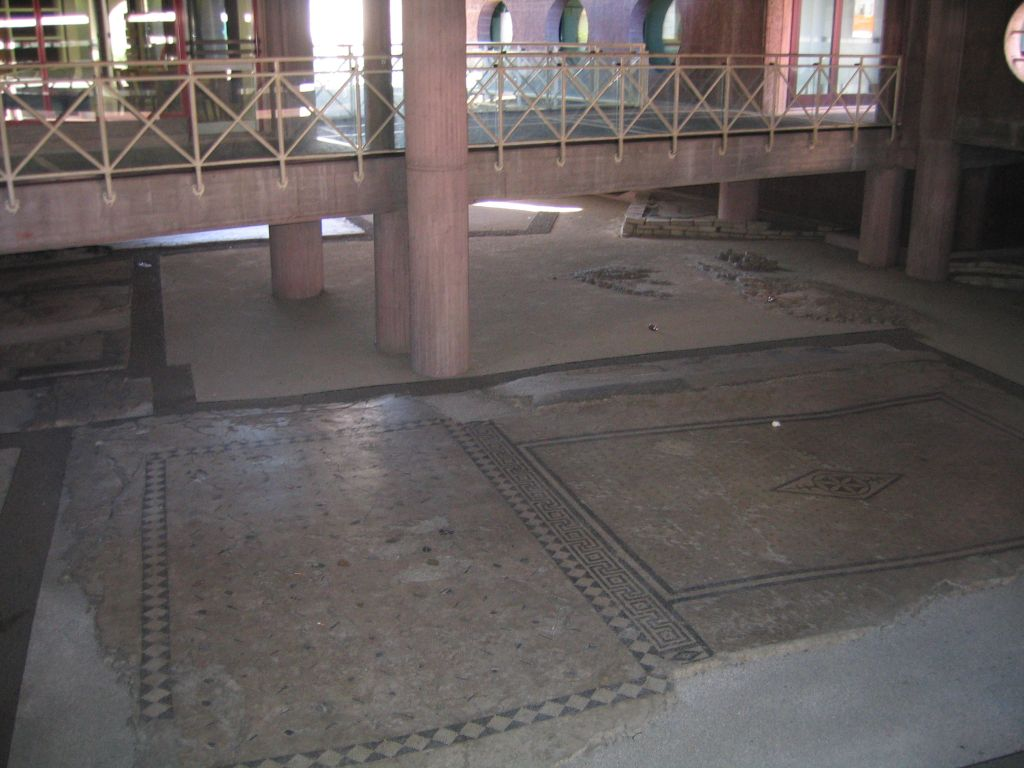
Römische Mosaiken auf dem Forum

Im 2. Jahrhundert v. Chr. kam Opitergium unter römische Herrschaft. Es lag an der 148 v. Chr. fertiggestellten Via Postumia, die Genua mit Aquileia verband. Im Bürgerkrieg zwischen Caesar und Pompeius stand die Stadt auf der Seite des Ersteren. Hierbei wird von den von Livius abhängigen Autoren über eine 49 v. Chr. verrichtete Heldentat der Opiterginer berichtet. Caesars Legat Gaius Antonius, der auf der Insel Curicta (heute Krk) ein Lager bezogen hatte, wurde von den pompeianischen Flottenführern Marcus Octavius und Lucius Scribonius Libo belagert und musste sich ihnen wegen Lebensmittelmangel ergeben. Unter den dem Antonius zu Hilfe geschickten Schiffen der Caesarianer waren zwei der Kriegslist der Feinde, welche die Schiffe durch unter dem Wasser gespannte Taue wie in einer Umgarnung zu fangen suchten, durch die Flut glücklich entgangen; aber das eine, auf dem sich eine Kampfeinheit aus Opitergium befand, war auf Untiefen geraten und wurde dort vom Feind umzingelt. Die etwa tausend Mann starke Besatzung widerstand einen Tag lang dem Andrang und den Geschossen der gegnerischen Armee; als aber keine Hoffnung auf einen glücklichen Ausgang mehr bestand, gab sich der Rest der Mannschaft auf Rat des Tribunen Gaius Volteius Capito gegenseitig den Tod, um nicht in Gefangenschaft zu geraten. Für seine Parteinahme für Caesar wurde Opitergium mit der Steuerfreiheit belohnt. Es wurde nun auch zum Municipium der tribus Papiria erhoben. Doch zunächst wurde die Stadt von seinen Gegnern 49 v. Chr. zerstört, um fünf Jahre später erst wieder mit dem Aufbau zu beginnen.
Unter Augustus kam es zur zehnten Region Italiens. Im Bürgerkrieg zwischen Vespasian und Vitellius wurden in Opitergium und in Altinum mit Freuden die von Marcus Antonius Primus und Varus geführten, aus dem Orient über Aquileja gegen Italien vorrückenden Legionen Vespasians aufgenommen.
Sakrale und zivile Gebäude der damaligen Ära blieben nicht erhalten; es fanden sich nur Inschriften und Skulpturen. Bezeugt sind u. a. einige Dekurionen, die dem Stadtrat angehörten, ferner der Kult des Jupiter Ammon. Bedeutende Funde stellen reich verzierte Rundaltare und eine bronzene Brustplatte der augusteischen Ära dar.
Im Jahr 167 wurde Opitergium unter der Herrschaft des Kaisers Mark Aurel während der Markomannenkriege von den in Italien eingefallenen Markomannen und Quaden erobert und verwüstet, aber bald von den Römern zurückgewonnen und wiederhergestellt. Zu den archäologischen Überresten dieser Epoche gehört ein Haus mit aus dem 4. Jahrhundert stammenden polychromen Mosaiken, auf denen sich Jagdszenen und Darstellungen von Landgütern finden. Erst Tiberius Claudius Pompeianus, dem Statthalter von Pannonia inferior, gelang es, die Invasoren, die bis dahin kaum Widerstand gefunden hatten, zur Umkehr zu zwingen.

### Plünderungen (4. und 5. Jahrhundert), Ostrom (ab 554): Hauptort der Lagune, Bistum, Handelszentrum
Im Verlauf der Spätantike kam es zu einem Niedergang der Stadt. Sie war wie das übrige Venetien nacheinander den Plünderungen der Quaden und Markomannen (363), dann der Westgoten unter Alarich (403), der Hunnen unter Attila (452), der Alanen (463) sowie der Ostgoten (473) ausgesetzt. Sie wurde unter Theoderich um 495 wiederaufgebaut.

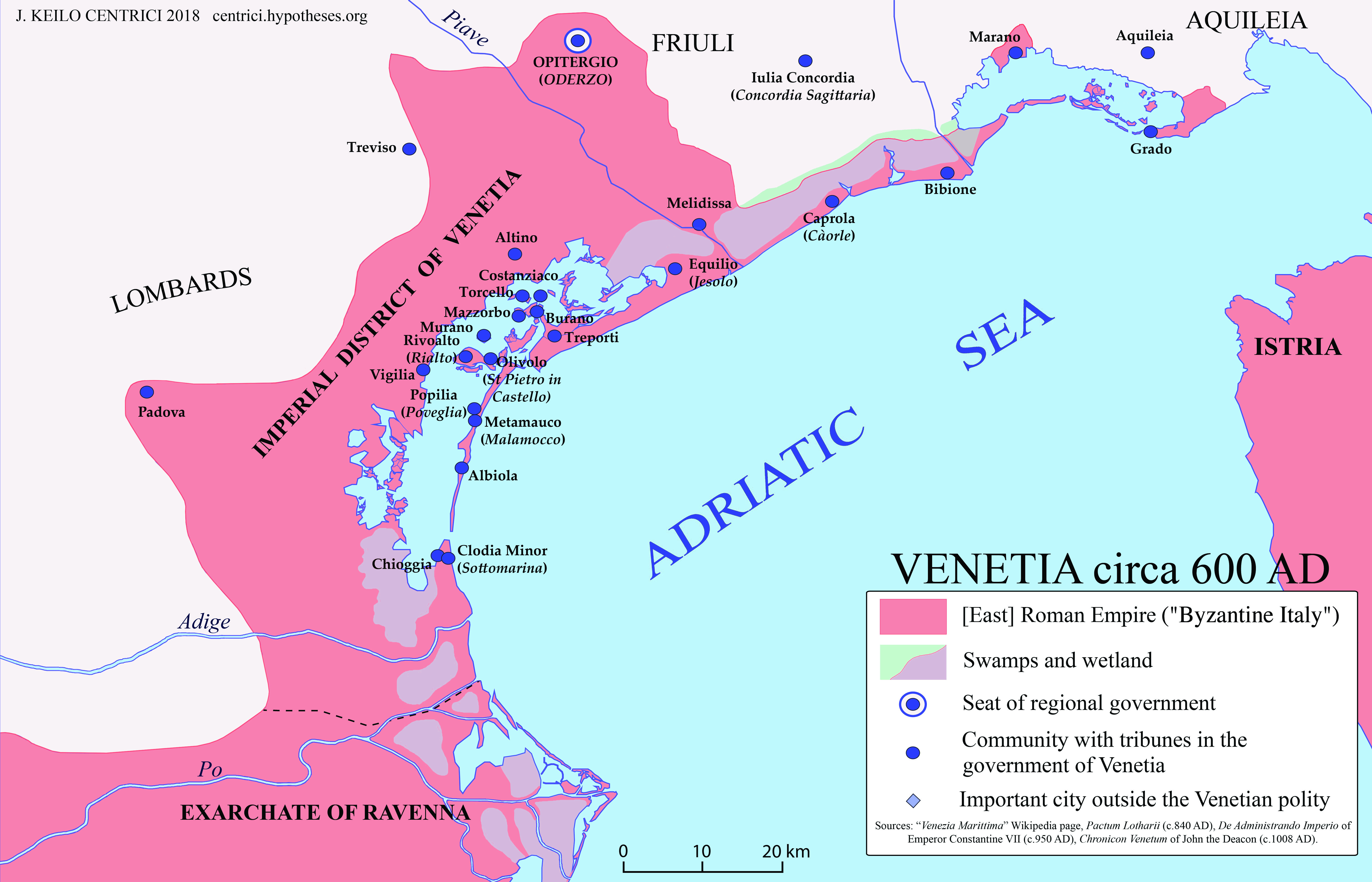
Byzantinische Gebiete im Osten Oberitaliens um 600

Durch Justinians Gotenkrieg kam sie 554 zum Byzantinischen Reich und wurde ein wichtiges Zentrum des Exarchats von Ravenna. Dort residierte ein Tribun, eine Militäreinheit war dort stationiert, hingegen wurde die örtliche Festung erst mit der Ankunft der Langobarden in Italien verstärkt. Nach späteren Quellen saß dort ein magister militum, der bei Johannes Diaconus als dux erscheint. Zu dieser Zeit beherrschte die Stadt das verbliebene byzantinische Lagunengebiet.

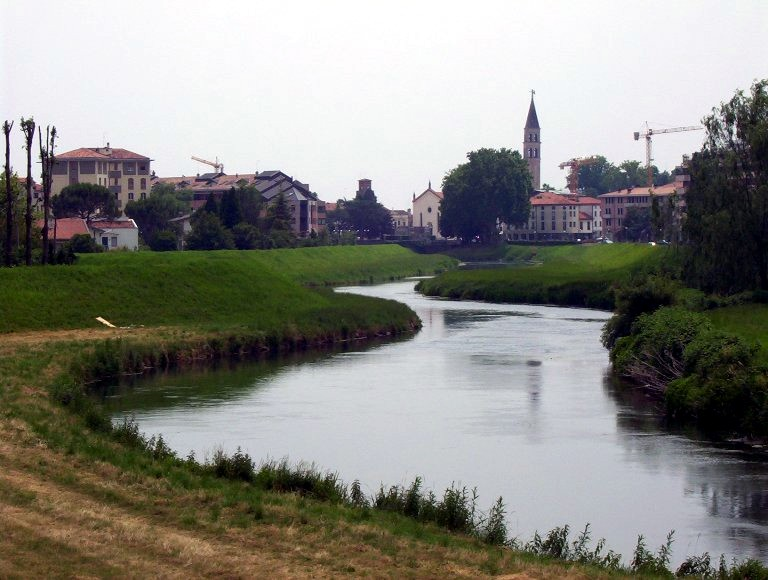
Der Monticano bei Oderzo

Als gesichert kann die Annahme gelten, dass Opitergium im Verteidigungssystem Ostroms gegen die Langobarden eine gewisse Rolle spielte. Spätestens im 6. Jahrhundert war Oderzo ein Bischofssitz. Zu seinen Bischöfen gehörten drei Heilige, nämlich Florian († um 620), Tiziano († um 632) und Magnus († um 670).
In dieser Zeit verloren die Römerstraßen, etwa die Via Annia, ihre Bedeutung, der Handel verlegte sich auf die Wasserwege. So entstand ein neues Wegesystem zwischen Ravenna und Grado und weiter bis nach Istrien. Dabei spielte die Livenza und ihr Nebenfluss, der Monticano, eine zentrale Rolle für Oderzo. Bezeichnend ist, dass die Reliquien des hl. Titian im 7. Jahrhundert auf den Wasserwegen von Oderzo nach Ceneda verbracht wurden, nicht auf den Straßen. In den friedlichen Phasen erlangte Oderzo eine erhebliche Ausstrahlung, auch als geistliches Zentrum, bis weit ins Langobardengebiet. Doch der Dreikapitelstreit dürfte diesen Einfluss vermindert haben.

### Zerstörungen durch Langobarden (641, 667), Ende des Bistums, Zerstörung durch Venedig (974)
Um 588 gelang es den Bewohnern von Oderzo, einen langobardischen Angriff abzuwehren. Angreifer war der Herzog von Evino, dem es erstmals gelungen war, Treviso, und zumindest temporär, Altinum zu erobern. Auch ging die Kathedrale von Ceneda in Flammen auf. Da Concordia von der schweren Überschwemmungskatastrophe des Jahres 589 getroffen wurde, war Oderzo gegen Osten völlig ungeschützt. Durch die Eroberungen der Stützpunkte im Nordosten Oberitaliens nach der Jahrhundertwende wurde Opitergium zur letzten oströmischen Bastion in der Region.
Von einem zeitlich schwer einzuordnenden Vorgang berichtet Paulus Diaconus. Der oströmische Patrikios Gregorios, der bis 625 Oderzo beherrschte (das Ereignis muss also zeitlich davor gelegen haben), lud die Söhne Gisulfs, des gefallenen Herzogs von Forum Iulii, zu sich ein. Taso, einem der Söhne, hatte er versprochen, ihm den Bart zu scheren und ihn damit symbolisch zu adoptieren. Tatsächlich stellte er den Brüdern eine Falle und ließ sie ermorden, wobei diese sich, wie Paulus betont, tapfer zur Wehr setzten. Verlogenerweise schor Gregorios dem enthaupteten Langobarden wie versprochen den Bart.
Im Jahr 641 zerstörten die Langobarden unter ihrem König Rothari die Stadt, desgleichen 667 unter König Grimoald. Nach der ersten langobardischen Eroberung Oderzos durch Rothari führte Bischof Magnus den Großteil der fliehenden Einwohner nach Heracleia, wo sie sich neu ansiedelten. Als dann Grimoald Oderzo 667 einnahm, verlor Oderzo seinen Status als Bischofssitz. Die Wut des Langobardenkönigs Grimoald auf die Oströmer erklärt Paulus Diaconus in seiner Historia Langobardorum mit dem Mord an Taso und Cacco. Deshalb zerstörte Grimoald auch Oderzo, wo die Brüder erschlagen worden waren, und er verteilte das Land an Leute von Forum Julii, Treviso und Ceneda (Historia Langobardorum V, 28).

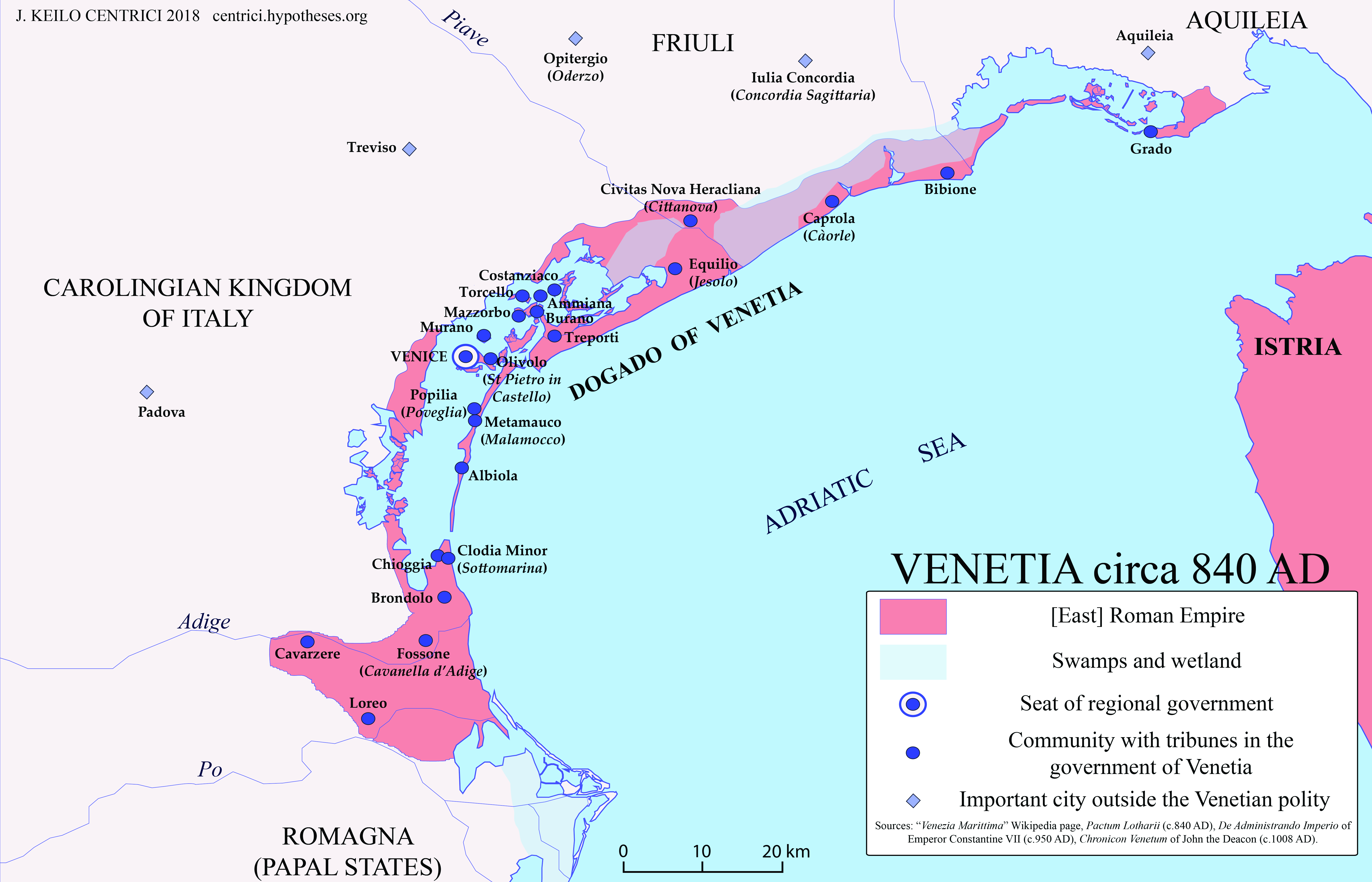
Venezianische Gebiete im Osten Oberitaliens um 840

Die Stadt erholte sich von dieser Zerstörung nicht mehr, erst recht wurde sie nicht wieder das Machtzentrum der byzantinischen Provinz. In dieser Rolle folgte auf das zerstörte Opitergium Eracliana bis Mitte des 8. Jahrhunderts, wohin auch der Bischofssitz mit päpstlicher Erlaubnis übertragen wurde.
Doch löste sich diese Provinz wiederum im 9. Jahrhundert endgültig von Byzanz. Stattdessen wurde Eraclea zunächst von Alt Malamocco (Metamaucum) am Ostrand der Lagune von Venedig, dann im frühen 9. Jahrhundert endgültig von Rialto als Zentralort der Lagune abgelöst, aber auch Jesolo spielte im frühen 8. Jahrhundert eine wesentliche Rolle. Dabei kam es zu langwierigen, immer wieder aufflammenden Kämpfen um die Vorherrschaft in der Lagune (aber auch um die Rolle im weiträumigen Machtgefüge) zwischen den von Dogen geführten Familien der Epoche.
Im Jahr 974 ließ der Doge Pietro IV. Candiano im Zuge der Kämpfe um die Mitgift seiner Frau Waldrada das örtliche „castrum“ niederbrennen.

### Vorherrschaft Cenedas (ab 10. Jahrhundert), Teil der Republik Venedig (1388–1797)
Während des Mittelalters teilte Oderzo die Schicksale des Sprengels von Ceneda, da es zum Cenedese gehörte. Als die Ungarn 1356 im venezianischen Gebiet kriegerisch hausten, fiel Oderzo nach längerem Widerstand in die Hände der Feinde, die es ausplünderten und niederbrannten. Im November 1388 kam die Stadt mit dem Cenedese an Venedig, das ihr deren städtische Verfassung ließ, aber einen Podestà zur Leitung der zivilen Angelegenheiten einsetzte. In kirchlicher Hinsicht war sie dem Bischof von Ceneda unterstellt. 1414 wütete der florentinische Adlige und Heerführer Pippo Spano im Auftrag König Sigismunds gegen die Einwohner Oderzos. Später teilte Oderzo das Schicksal aller venezianischen Besitzungen in der trevisanischen Mark.

### Österreich (bis 1866), Italien, Weltkriege

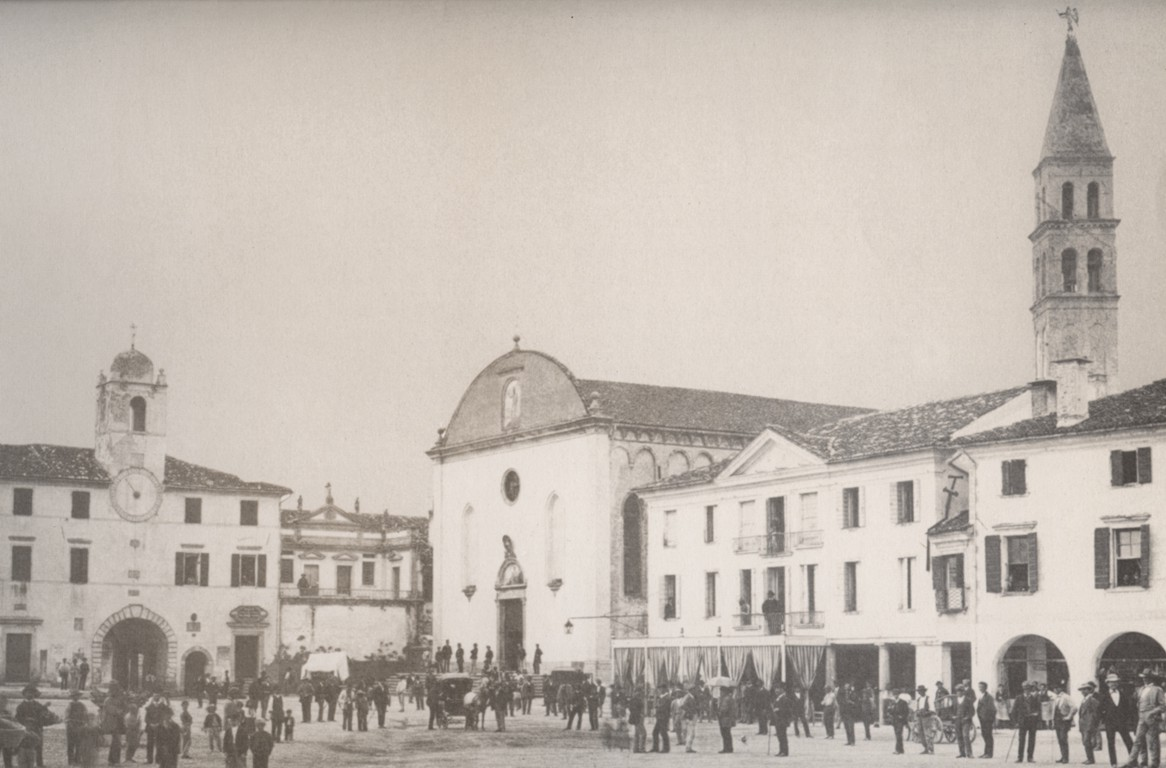
Die Piazza Grande, 1870

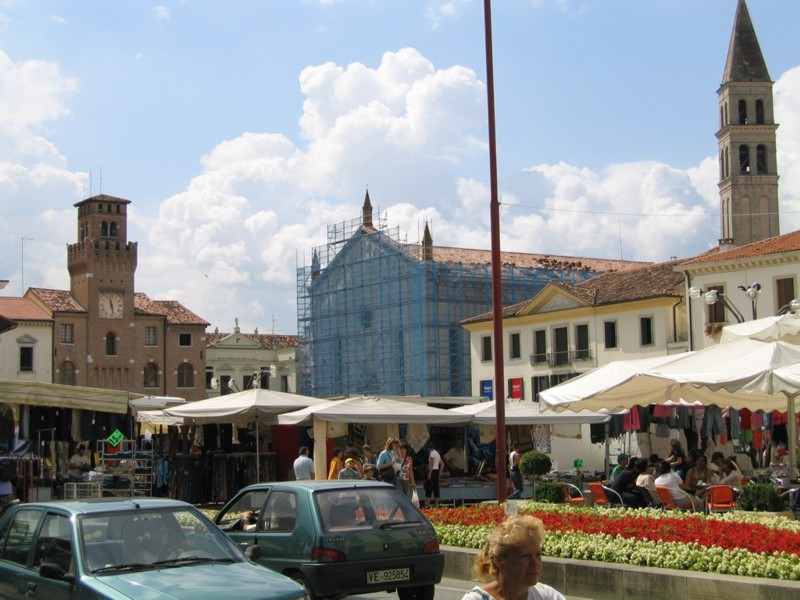
… und 2007

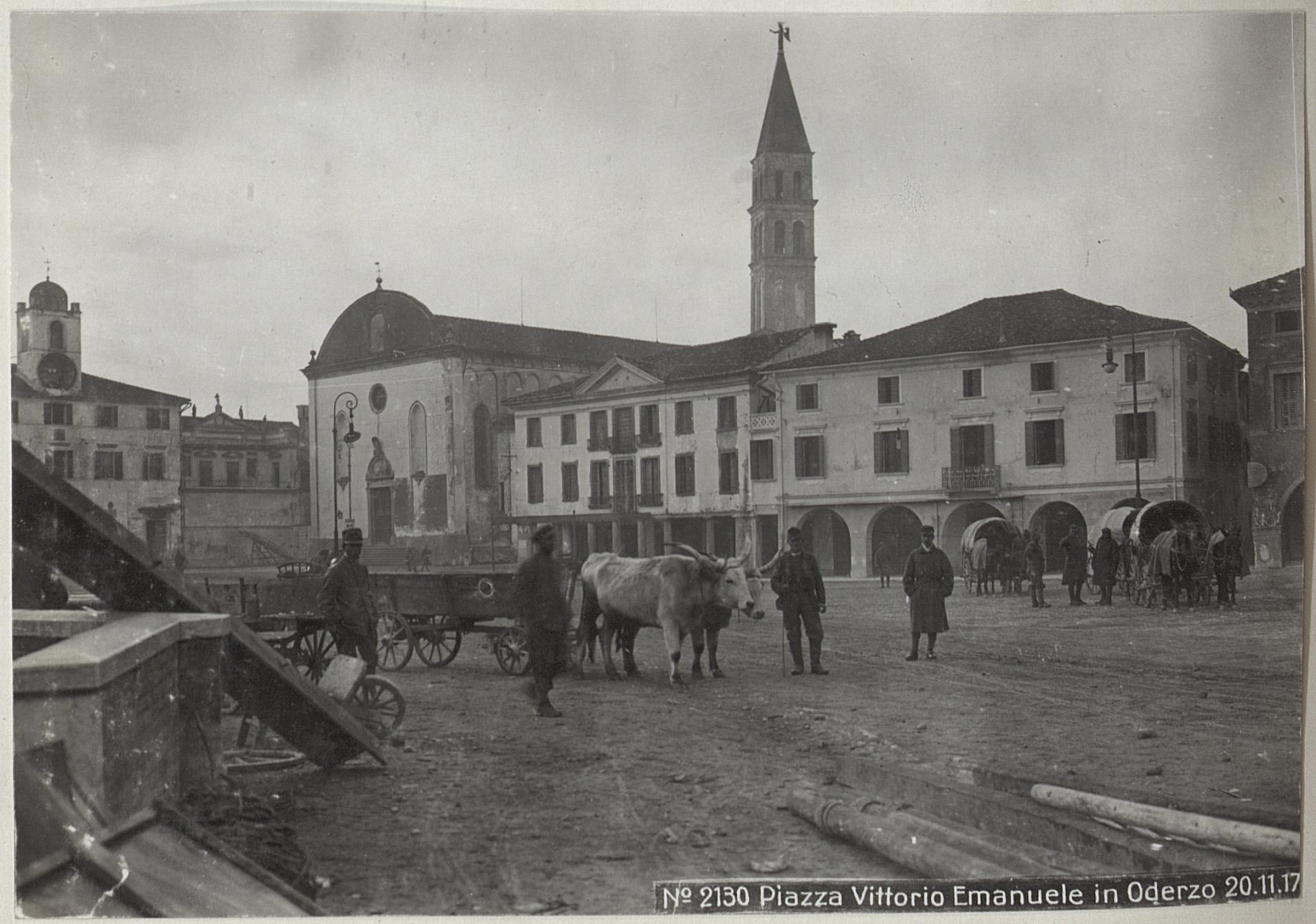
Die Piazza Vittorio Emanuele mit der Basilika im November 1917

In der ersten Hälfte des 19. Jahrhunderts gehörte es als damals unbedeutendere Stadt zum Königreich Lombardo-Venetien. 1866 kam es zum Königreich Italien.
Während des Ersten Weltkriegs wurde das Rathaus zerstört, führten Landsknechte („lanzichenecchi“) und Kunstkenner aus Berlin und Wien  regelrechte Raubzüge durch, wie auch im Museo Civico von Oderzo, dem Stadtmuseum. Auch Sammlungen, wie die von Prof. Bernardi, oder der Druck des Barons Galvagna sowie der Palazzo Foscolo wurden nicht verschont. Die Stadt erlitt schließlich von November 1917 bis Oktober 1918 durch die österreichisch-ungarische Invasion schwere Zerstörungen. Feldmarschall Svetozar Boroević von Bojna schlug hier sein Hauptquartier auf und begann im Juni 1918 seine letztlich gescheiterte Offensive am Piave, deren Ziel die siegreiche Beendigung des Kriegs gegen Italien war.
Während des Zweiten Weltkrieges kam es insbesondere ab 1943 zu heftigen Kämpfen zwischen Partisanen und den Faschisten, die unter deutscher Führung Italien beherrschten. Bei Kriegsende, in der Nacht vom 30. April auf den 1. Mai 1945 kam es zur Massenhinrichtung von mehr als 120 Personen, die die beteiligten Partisanen für Faschisten hielten.

## Sehenswürdigkeiten
- Museo Archeologico Eno Bellis[17]

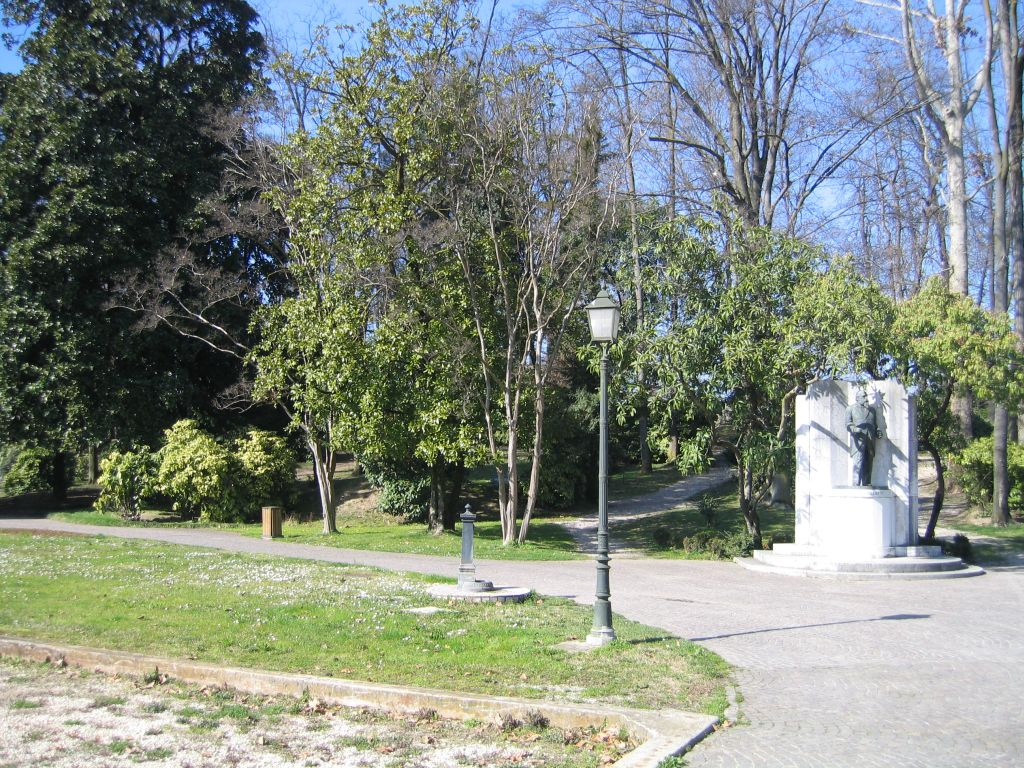
Denkmal zu Ehren Luigi Luzzattis, Stadtpark, Oderzo

- Der Dom (Duomo): die Kirche wurde 1235 erbaut, um 1400 entstand der heutige Bau, der danach noch mehrfach restauriert wurde. Die gotische Kirche hat ein schönes Rosettenfenster;
- der „Torresin“, auch „Torre Littoria“, ein in den 1930er-Jahren erneuerter Torturm;
- mehrere archäologische Überreste aus der Antike;
- das Bienenzuchtmuseum (Museo dell'apicoltura) im Dorf Piavon.

## Söhne und Töchter der Stadt
- Maria Chiara (* 1939), Sopranistin
- Pierangelo Bincoletto (* 1959), Radsportler
- Tamara Vidali (* 1966), Automobilrennfahrerin
- Dame Sarr (* 2006), Basketballspieler